# Октобарска револуција
Октобарска револуција, службено Велика октобарска социјалистичка револуција, такође позната и као Бољшевичка револуција или Новембарска револуција, била је друга фаза Руске револуције 1917. (прва фаза је била Фебруарска револуција). Октобарску револуцију су предводили Владимир Лењин и бољшевици, заједно са мењшевицима, левим социјалистима-револуционарима и анархистима.

## Увод
Најважније револуционарне активности у Петрограду, тадашњој престоници Русије, су биле под командом Петроградског совјета, на чијем је челу био Лав Троцки и Војног револуционарног комитета, на чијем је челу био Адолф Јоф. Револуција се сматра као реакција на напоре који су били стављени на царску Русију као резултат Великог рата.
Револуција је збацила Руску привремену владу, што је довело до Руског грађанског рата, који је пратио оснивање Совјетског Савеза 1922.
У почетку су догађаји називани Октобарска побуна или Устанак 25., као што се може видети у тадашњим документима, на пример, у првом издању комплетних Лењинових дела. Временом, Октобарска револуција је почела да се посматра као врло важан глобални догађај и први у низу догађаја који ће положити темеље за Хладни рат, борбу између Совјетског Савеза и западних капиталистичких држава, укључујући и САД.
Велика октобарска социјалистичка револуција (руски Великая Октябрьская социалистическая революция) је било званично име за Октобарску револуцију у Совјетском Савезу од 10. годишњице револуције 1927. Данас ово име користе углавном руски комунисти. Назив Црвени Октобар (Красный Октябрь) је такође коришћен да се опишу догађаји из овог месеца; ово име је носила фабрика трактора која је постала позната захваљујући бици за Стаљинград, московска фабрика слаткиша и измишљена совјетска подморница.

## Узроци
Нарастајуће незадовољство радника и војника је изазвало да учине немире током неколико дана јула, који ће постати познати као Јулски дани. Ове немире је изазвала јунска офанзива против Немачке, у којој је министар рата Александар Керенски послао руску војску у велики напад, који је на крају одбијен. Јулске дане је такође изазвао бес радника због њиховог економског положаја. Група од 20.000 наоружаних морнара из Црвеног Кронштата је умарширала у Петроград и захтевала да совјети преузму власт. Престоница је била без одбране током два дана. Након гушења немира, влада је окривила бољшевике за подстрекивање побуне и многе бољшевичке вође, укључујући Лењина и Григорија Зиновљева, су били приморани да се крију. Иако је Бољшевичка партија радила полу-легално током јула и августа, њен положај на крајњој левици је консолидован. Радикални антиратни социјал-демократи, којима су се почетком године придружили межрајонци, су се стопили са бољшевицима у августу. Многи од њих, посебно Троцки, Јоф и Константин Јуренев ће се показати виталним за бољшевичко преузимање Петрограда.
Корниловљева афера је била још један катализатор за револуцију. Александар Керенски, који је држао положаје и у Привременој влади и у Петроградском совјету, је веровао да му је неопходан поверљив војни заповедник. Међутим, након именовања, Лав Корнилов је видео прилику да са својим војницима освоји град и сам преузме власт у Петрограду. Када је Керенски схватио шта се дешава, успаничио се, а бољшевичка Црвена гарда се понудила да одбрани град. Керенски је чак толико био сигуран у њих да им је дао оружје. Корниловљеви војници на крају нису ни покушали да освоје град, пошто их је делегација војника који су бранили град убедила да се зауставе на железничкој станици, противно жељама њиховог команданта. Међутим, ово је била велика прекретница према Октобарској револуцији. Бољшевици су сматрани за браниоце града и подршка им се веома увећала, а подршка Керенском и Привременој влади је опала. Након Корниловљеве афере, углед Керенског је био „неповратно покварен“. Бољшевици су постали најјача група у Петроградском совјету почетком септембра 1917, док је Троцки постао председник Совјета.

## Догађаји
Дана 23. октобра 1917. (по јулијанском календару који је у то време био коришћен у Русији; 5. новембра по садашњем грегоријанском календару), бољшевички вођа Јан Анвелт је повео своје левичарске револуционаре у побуну у Талину, тадашњи центар Естланда. 25. октобра (7. новембра) Владимир Лењин је повео своје снаге у побуну у Петрограду, против неефикасне Привремене владе Александра Керенског. Током свог већег дела, немири у Петрограду су били без проливене крви, са Црвеном гардом, предвођену бољшевицима, која је заузимала владине установе уз мали отпор пре коначног јуриша на Зимски дворац у ноћи између 6. и 7. новембра. Јуриш, који је предводио Владимир Антонов-Овсенко, је покренут у 21:45, након пуцња из крстарице Аурора. Зимску палату су чували Козаци, Женски батаљон и одред кадета војне академије. Дворац је заузет око 2 после поноћи. 7. новембар је узет као званичан датум Октобарске револуције. Каснији званични совјетски документи о револуцији ће показати ове догађаје драматичнијим него што су заиста били. Филмови који су снимљени много касније показују велики јуриш на Зимски дворац и жестоке борбе, али су у стварности побуњеници наилазили на мало или нимало отпора и били су у могућности да практично уђу у зграду и да је освоје. Побуна је планирана тако да преда власт над државом Другом сверуском конгресу совјета представника радника и војника који је почео 7. новембра.

## Исход
Други конгрес совјета је чинило 650 изабраних представника; 390 њих су били бољшевици и око 100 левих социјалиста-револуционара, који су такође подржавали збацивање Привремене владе. Када је објављен пад Зимског дворца, Конгрес је усвојио декрет о преласку власти на Совјет представника радника, војника и сељака и тако ратификовао револуцију. Прелазак власти није прошао без неслагања. Средишње и десно крило социјалиста-револуционара, као и мењшевици су веровали да су Лењин и бољшевици нелегално преузели власт и изашли су пре него што је резолуција усвојена. Док су излазили, подсмехивао им се Лав Троцки који им је рекао:
Ви сте јадни изоловани појединци; ви сте губитници; ваша улога је одиграна. Идите тамо где припадате од сада - у канту историје!
Следећег дана, Совјет је изабрао Совјет народних комесара као основу за нову совјетску владу, припремивши сазивање уставотворне скупштине, и усвојили Декрет о миру и Декрет о земљи.
Декрет о земљи је ратификовао акције сељака широм Русије који су заузели приватно земљиште и поделили га међу собом. Бољшевици су сматрали себе представником савеза радника и сељака и овековечили то схватање са српом и чекићем на застави и грбу Совјетског Савеза.
Покушаји бољшевика да преузму власт у осталим деловима Руске Империје су били врло успешни и на територијама са већинским руским становништвом - иако су борбе у Москви трајале две недеље - али су били мање успешни у деловима царства у којој Руси нису били већина, који су захтевали независност још од Фебруарске револуције. На пример, украјинска Рада, која је прогласила аутономију 23. јуна 1917, је основала Украјинску Народну Републику, коју је подржао Украјински конгрес совјета. Ово је довело до оружаног сукоба са бољшевичком владом у Петрограду и украјинским проглашењем независности од Русије 25. јануара 1918. У Естонији су се појавиле две ривалске владе: Естонски Дијет је прогласио независност 28. новембра 1917, док је естонски бољшевик, Јан Алвет, 8. децембра био признат од стране Лењинове владе као естонски вођа, иако су снаге одане Анвелту контролисале само Талин.
Успех Октобарске револуције је трансформисао Руску револуцију по карактеру од либералне у социјалистичку. Коалиција антибољшевичких група је покушала да збацио нову владу у Руском грађанским рату. Сједињене Државе нису признавале нову руску владу све до 1933, а током грађанског рата су послале 10.000 војника да помогну јапанску инвазију Сибира. Европске силе су почеле да признају Совјетски Савез почетком 1920-их и почеле да склапају уговоре са њим.